# 제너럴 모터스 노면전차 음모사건

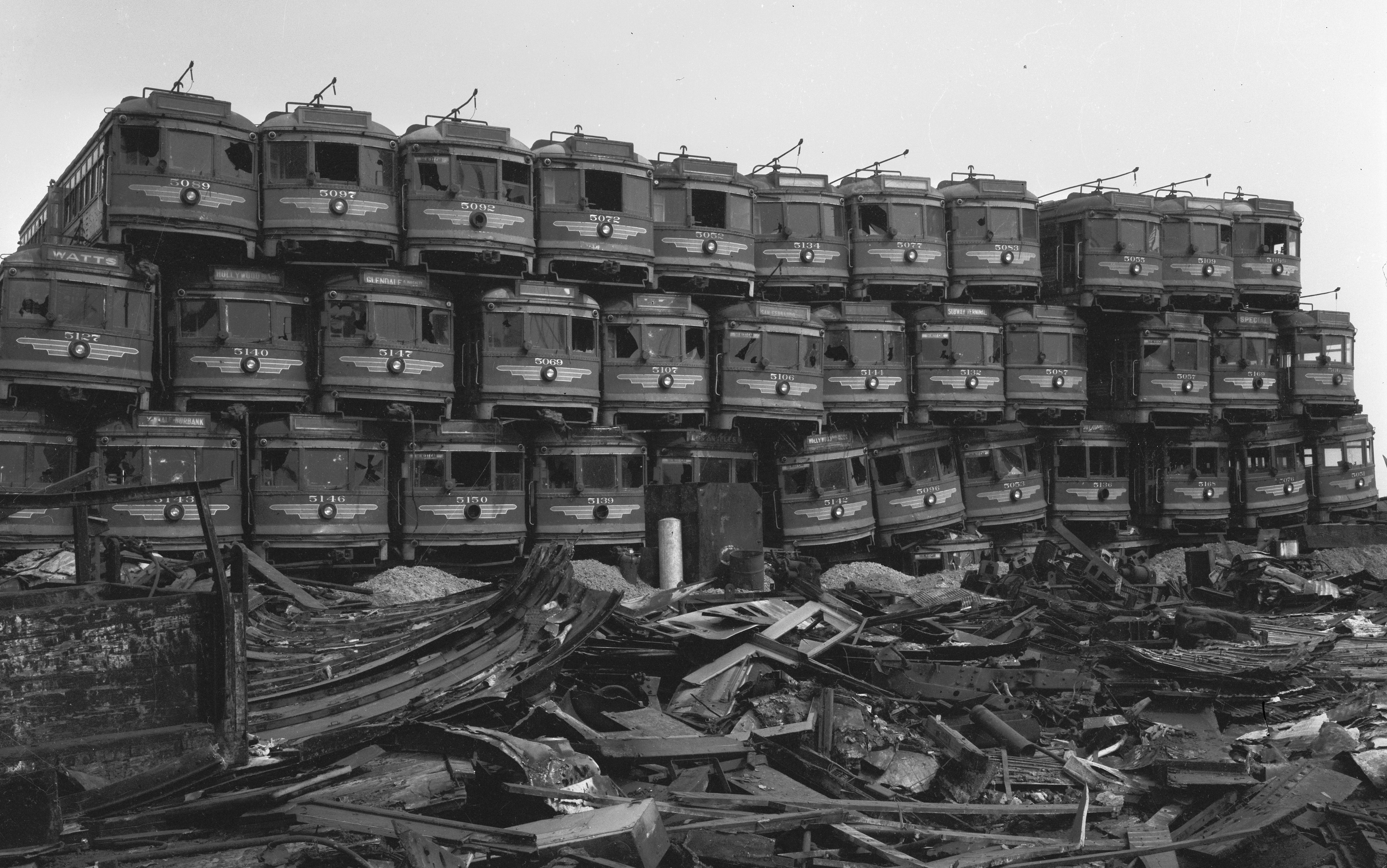
1956년 로스앤젤레스 폐차장에 쌓여 있는 멀쩡한 노면전차들.

제너럴모터스 노면전차 음모사건(General Motors streetcar conspiracy)은 1930년대-1950년대 미국에서, 제너럴모터스를 비롯한 자동차 회사들이 지상 대중교통 시장을 독점하기 위해 주요 대도시들의 노면전차 운영 법인들을 사들이고 노선 폐지, 차량 폐차 등 인프라 파괴 행위를 저지른 뒤 그 자리를 버스로 메꿔넣은 일련의 사태를 말한다.
1938년에서 1950년 사이에 제너럴모터스와 파이어스톤 타이어, 스탠더드오일, 필립스 정유, 맥 트럭스 등은 내셔널 도시철도(NCL)과 그 자회사인 아메리칸 도시철도, 태평양 도시철도에 투자를 함으로써 세인트루이스, 볼티모어, 로스앤젤레스, 오클랜드 등 25개 도시의 노선을 장악했고, 같은 기간 이 노선들은 뜯어져 나가고 버스로 대체되었다. 이 행위에 관여한 자동차 기업들은 대부분 1949년 버스, 기름 판매를 독점하고자 한 공모죄 혐의에 대해 유죄를 선고받았으나, 대중교통 독점 시도 혐의에 관해서는 무혐의 선고받았다.
이후 전차 대중교통이 제대로 살아 있는 미국의 도시는 뉴어크, 클리블랜드, 필라델피아, 샌프란시스코, 뉴올리언스, 보스턴 등 한줌밖에 남지 않았다. 그나마 전차가 살아남은 이들 도시들은 대부분 전차들이 일찍이 지하화되거나 고가화된 도시들이었다.

## 같이 보기
- 토론토의 노면 전차